# Plaza de Los Mártires
La plaza de Los Mártires es una plaza situada en el barrio de Los Mártires, en el centro de Bogotá, entre la Avenida Caracas y la carrera 15, y entre las calles 10 y 11.

## Historia
El parque se creó por ordenanza en 1850 en homenaje a los próceres caídos durante la Independencia, cambiándosele a este lugar el nombre de Huerta de Jaime por el que tiene en la actualidad. De hecho, en este lugar murieron, José María Carbonell, Custodio García Rovira, Jorge Tadeo Lozano, Mercedes Abrego, Francisco José de Caldas, Camilo Torres Tenorio, entre otros.
En su memoria el arquitecto Thomas Reed diseñó en 1851 el Monumento a los Mártires, obra que tomó 29 años en ser inaugurada y que fue realizada por el arquitecto Mario Lambardi. Esta lleva la inscripción Dulce et decorum est pro patria mori.
En 1919 y 1928  la Sociedad de Mejoras y Ornato de Bogotá adelantó mejoras como la instalación de calabros, el retiro del carrusel que el parque albergaba, la construcción de un espejo de agua y el mantenimiento del monumento.

### Decadencia
Desde mediados de los años 1930 se realizaron las obras para abrir la avenida Caracas, que se terminó en 1945. Esto fragmentó el área en dos partes y eliminó todo el costado oriental del parque, por lo que su planta dejó de ser cuadrada y se volvió un rectangular, con el lado más largo orientado de norte a a sur. Este cambio urbano generó fuertes cambios en la plaza, que perdió su vocación recreativa y su aspecto solariego para convertirse en un centro informal de transporte.
A su vez, su perímetro dejó de estar arborizado y se convirtió en un parqueadero. Sobre todo después de la revuelta del Bogotazo, el volumen de vendedores ambulantes aumenta año tras año debido a la alta tasa de migración debido a las guerras civiles de La Violencia, que arrasaron varias regiones de Colombia a mediados del siglo XX.
En 1959 se emprendió una nueva remodelación con motivo de la celebración de la Independencia. Esta terminó el 17 de julio de 1960 e incluyó suprimir las zonas de parqueo en el parque, sembrar algunas plantas así como enrejar el monumento trasladarlo 20 m desde el costado de la avenida Caracas hacia el centro del parque.
Durante la segunda mitad del siglo XX continuó la decadencia del parque y sus zonas adyacentes, entre ellas El Cartucho y El Bronx.

## Ubicación y alrededores
La plaza de Los Mártires se encuentra en el norte la localidad de Los Mártires, dando su costado oriental a la avenida Caracas.
En el marco de la plaza, en su costado occidental, se encuentra la Basílica del Voto Nacional de estilo neobarroco e inaugurada en 1916. En ese costado y el norte quedan algunas de las grandes casonas de estilo republicano de las familias pudientes.
En su costado sur se encuentra el Batallón de Reclutamiento, que se erigió entre 1916 y 1930. Su función original la de albergar la facultad de Medicina de la Universidad Nacional, y su arquitecto el francés Gastón Lelarge. 
En el costado nororiental de la plaza de Los Mártires se encuentra la estación Avenida Jiménez del sistema Transmilenio. Cruzando la avenida Caracas se encuentra el parque Tercer Milenio, desarrollado en los años 2000 en los terrenos del antiguo sector de El Cartucho.
En su esquina suroccidental, entre el Batallón de Reclutamiento y la cuadra de la Basílica del Voto Nacional, se encontraba la entrada de El Bronx.
Algunas cuadras al occidente, entre las carreras 18 y 19, se encuentra la Plaza España.

## Galería

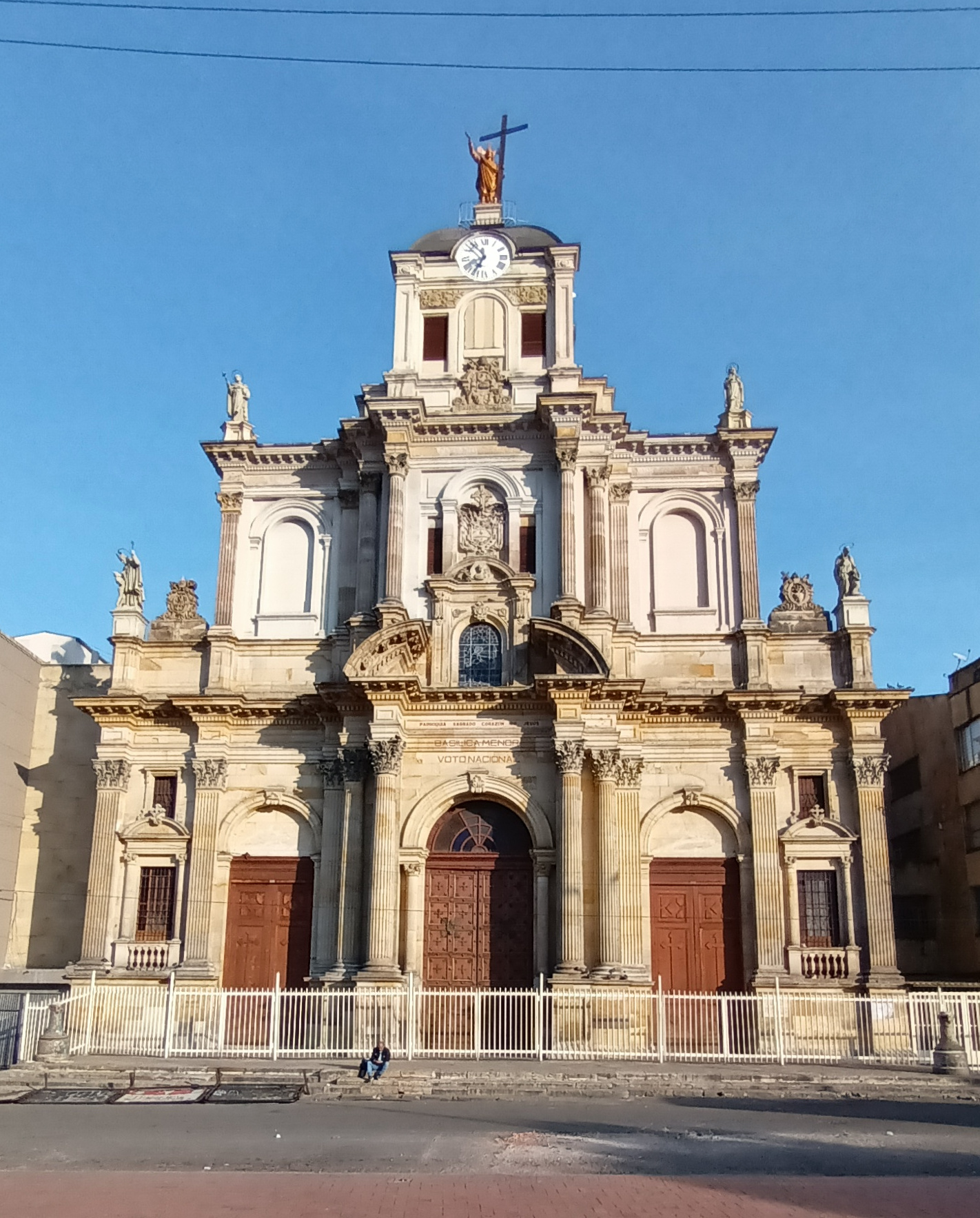
Basílica del El Voto Nacional
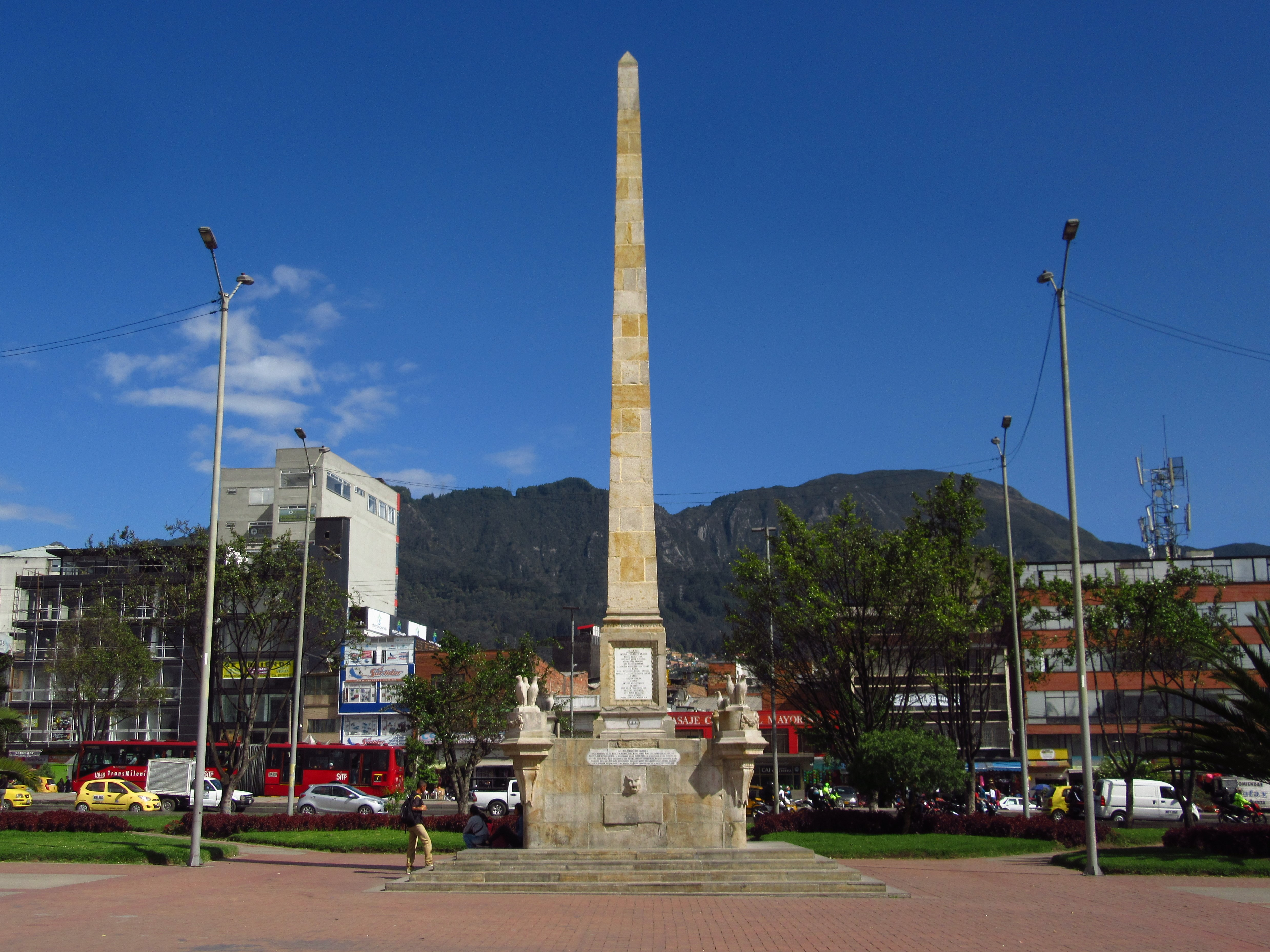
Obelisco de Los Mártires
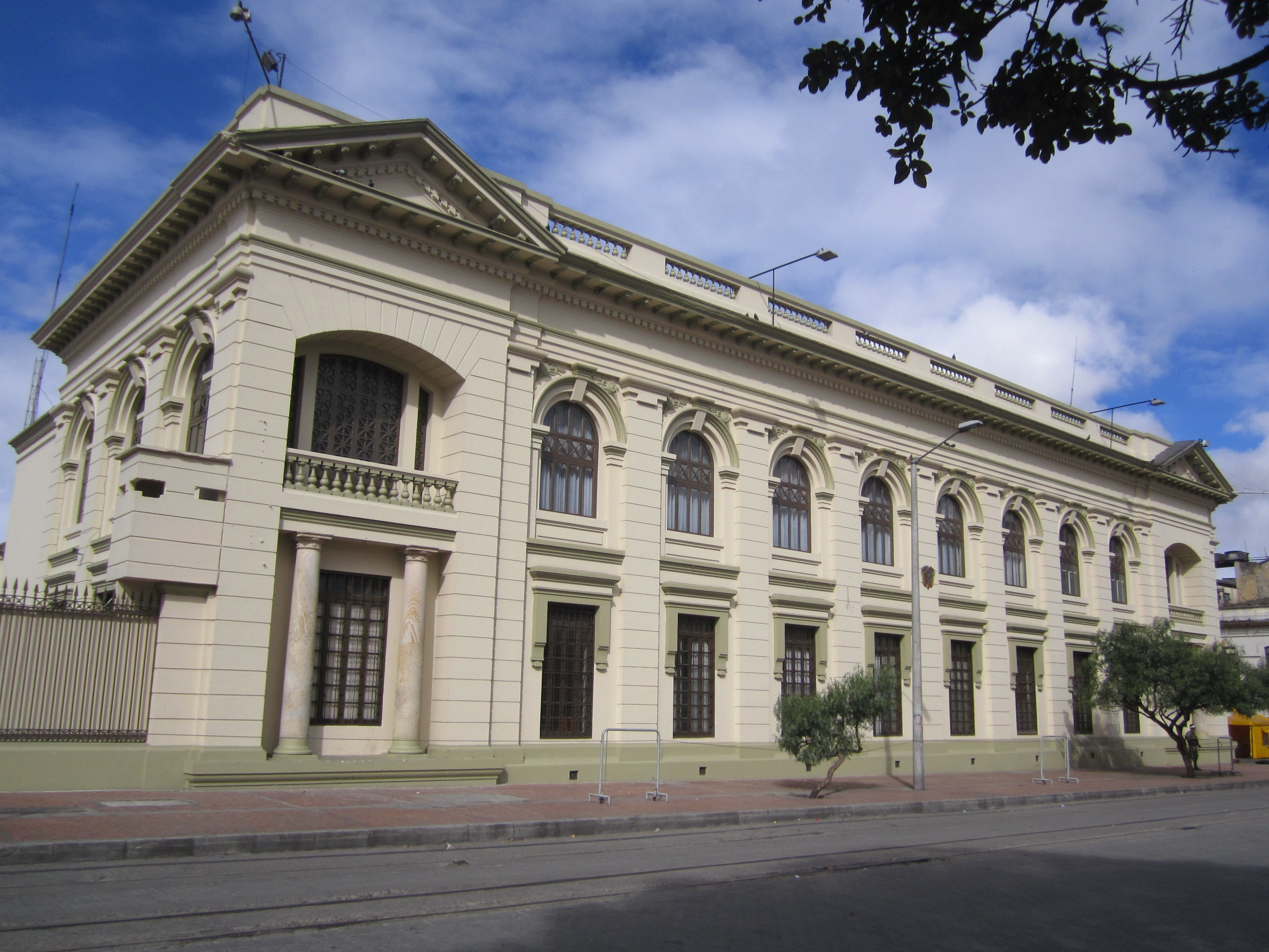
Antigua Facultad de Medicina, de Gastón Lelarge
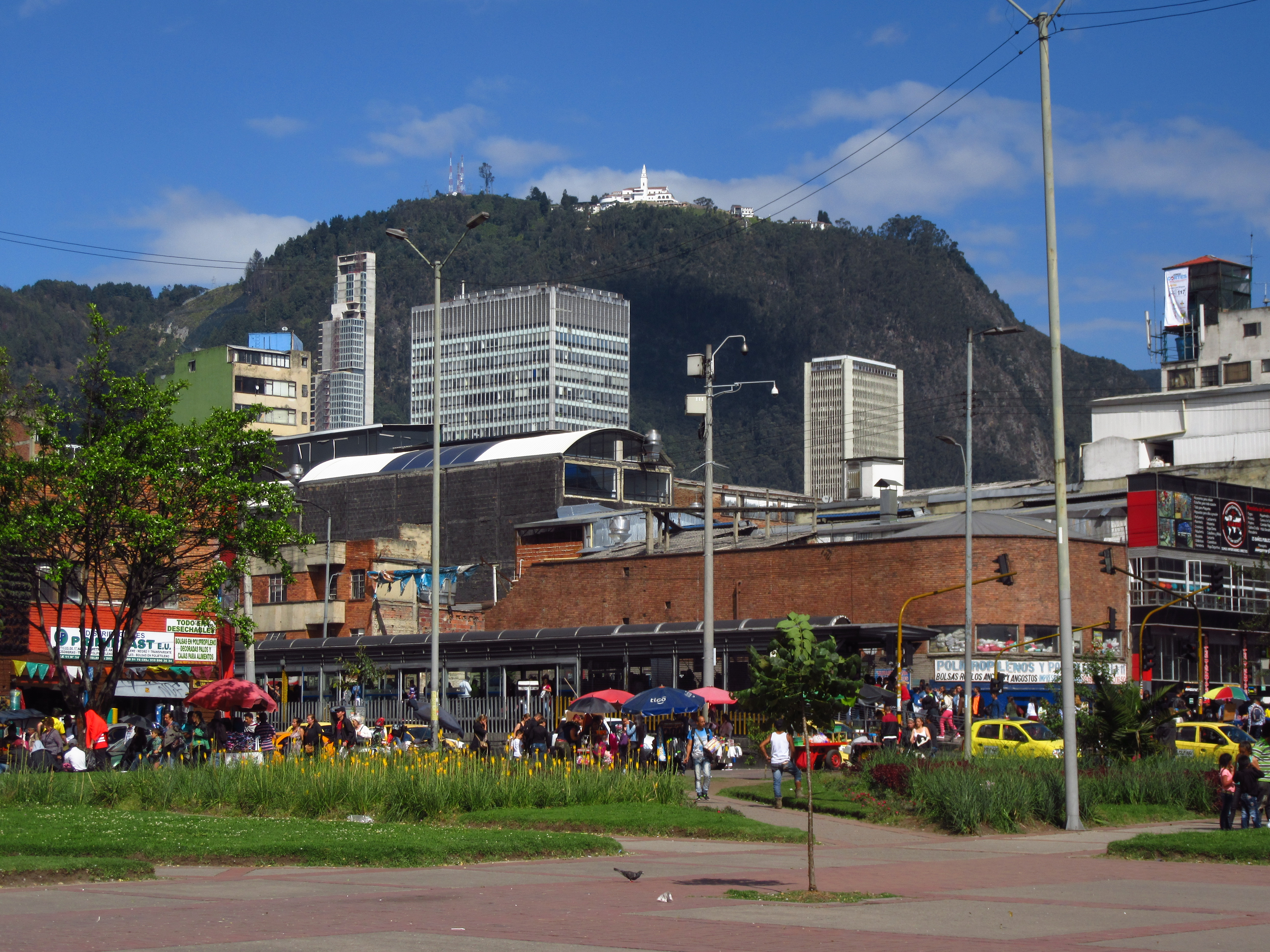
Vista de Monserrate desde Los Mártires